# Вікторія Педретті
Вікторія Педретті (нар. 23 березня 1995) — американська актриса. Найбільш відома за роллю дорослої Елеонори «Нелл» Крейн Венс у серіалі жахів Netflix «Привиди будинку на пагорбі» (2018), за котру вона отримала номінацію на премію Сатурн. Вона також зіграла роль Лав Квін у трилері Netflix «Ти» (2019 — сьогодні), і знялася як Даніель «Дані» Клейтон у наступному серіалі «Привиди маєтку Блай» (2020), за останній з яких вона отримала номінацію на нагороду Critics' Choice Super Awards.
Дебют Педретті у повнометражному кіно відбувся  у комедійному драматичному фільмі «Одного разу в Голлівуді» (2019) в ролі Леслі Ван Хаутен.

## Раннє життя
Педретті народилася в Пенсільванії. Її батько має три чверті італійського походження, тоді як бабуся по материнській лінії була ашкеназькою єврейкою. Вона відвідувала середню школу Пенсбері в Fairless Hills та театральну школу Карнегі Меллона в Пітсбурзі, де в 2017 році здобула ступінь бакалавра образотворчого мистецтва. У Педретті діагностували ДОД, коли їй було шість років.

## Кар'єра
Вікторія Педретті почала зніматися в двох незалежних короткометражних фільмах у 2014 році. У 2018 році вона стала відома за роллю Елеонори «Нелл» Крейн Венс у серіалі жахів Netflix «Привиди будинку на пагорбі» (2018). Критики оцінили її виступ, а Netflix заявила: «Якщо це глибина таланту, який Вікторія Педретті показала нам всього за три роки, просто уявіть, яке у неї майбутнє». У 2019 році вона отримала номінації на премію Сатурн та MTV .
У 2017 році Педретті пройшла кастинг на роль Гвіневри Бек у трилері Netflix «Ти». Хоча її спочатку відхилили, пізніше режисери прийняли її на роль Лав Квін у другому сезоні шоу, побачивши її попередню акторську роботу разом із зіркою Пенн Бадглі. Другий сезон вийшов 26 грудня 2019 року і виступ Педретті та шоу були сприйняті позитивно. Вона повторить свою роль у третьому сезоні, який запланований до випуску в 2021 році. У 2019 році Педретті виступила у ролі Леслі Ван Хаутен у комедійному драматичному фільмі Квентіна Тарантіно «Одного разу в Голлівуді», котрий мав комерційний успіх.
У 2020 році Педретті знялася в антологічному серіалі «Дивовижні історії» в ролі Евелін Портер, а в цьому ж році знялася в ролі Кетрін у біографічно-драматичному фільмі «Ширлі», який отримав позитивні відгуки критиків. Також у 2020 році вона зіграла роль Даніелі «Дані» Клейтон у серіалі Netflix «Привиди садиби Блай», другому сезоні серіалу «Привиди будинку на пагорбі». Серіал та виступ Педретті отримали визнання критиків, а The Hollywood Reporter написала, що її виступ «породжує миттєве співпереживання». За цю роль вона отримала номінацію на майбутній премії Critics 'Choice Super Awards.

## Фільмографія

### Фільми
| Рік  | Назва (укр.)            | Назва (англ.)                 | Роль             | Примітки      |
| ---- | ----------------------- | ----------------------------- | ---------------- | ------------- |
| 2014 | Підошва                 | Sole                          | Андерс           | корометражний |
| 2014 | Розкриття Едему         | Uncovering Eden               | Еді              | корометражний |
| 2019 | Одного разу в Голлівуді | Once Upon a Time in Hollywood | Леслі ван Гаутен |               |
| 2020 | Ширлі                   | Shirley                       | Кетрін           |               |
| 2023 | Походження              | Origin                        | Ірма Еклер       |               |
| 2024 | Понібой                 | Ponyboi                       | Енжел            |               |

### Серіали
| Рік         | Назва                      | Оригінальна назва          | Роль                                 | Примітки                    |
| ----------- | -------------------------- | -------------------------- | ------------------------------------ | --------------------------- |
| 2018        | Привиди будинку на пагорбі | The Haunting of Hill House | Елеонора «Нелл» Крейн Венс (доросла) | головна роль                |
| 2019 — 2023 | Ти                         | You                        | Лав Квінн                            | головна роль (2 — 3 сезони) |
| 2020        | Дивовижні історії          | Amazing Stories            | Евелін Портер                        | Епізод: "The Cellar"        |
| 2020        | Привиди садиби Блай        | The Haunting of Bly Manor  | Даніелла «Дані» Клейтон              | головна роль                |

### Музичні відео
- Кейсі Масґрейвс — Simple Times (2021)

## Нагороди та номінації
| Рік  | Премія                               | Категорія                                         | Робота                     | Результат | Пос.   |
| ---- | ------------------------------------ | ------------------------------------------------- | -------------------------- | --------- | ------ |
| 2019 | MTV Movie & TV Awards                | Найбільш лякаюче виконання                        | Привиди будинку на пагорбі | Номінація | [ 10 ] |
| 2019 | Сатурн                               | Найкраща жіноча роль другого плану на телебаченні | Привиди будинку на пагорбі | Номінація | [ 10 ] |
| 2019 | Спілка кінокритиків Бостона          | Найкращий акторський ансамбль                     | Одного разу в Голлівуді    | Номінація | [ 31 ] |
| 2019 | Спілка кінокритиків Детройту         | Найкращий акторський ансамбль                     | Одного разу в Голлівуді    | Перемога  | [ 32 ] |
| 2019 | Online Film & Television Association | Найкращий ансамбль у кінофільмі чи обмежені серії | Привиди будинку на пагорбі | Номінація | [ 33 ] |
| 2020 | «Вибір критиків»                     | Найкращий акторський склад                        | Одного разу в… Голлівуді   | Номінація | [ 34 ] |
| 2021 | «Вибір критиків»                     | Найкраща актриса серіалу жахів                    | Привиди маєтку Блай        | Номінація | [ 30 ] |
| 2021 | MTV Movie & TV Awards                | Найбільш лякаюче виконання                        | Привиди маєтку Блай        | Перемога  | [ 35 ] |
| 2022 | MTV Movie & TV Awards                | Найкращий лиходій                                 | Ти                         | Номінація | [ 36 ] |